# Blackford (Edimburgo)
Blackford è una zona nel sud di Edimburgo, in Scozia. È una zona abbastanza ricca, di cui fa parte la Blackford Hill, una delle "Sette colline di Edimburgo", avente in cima un osservatorio astronomico. Va aggiunta la presenza anche delle Pentland Hills, che dominano la vista verso sud.
Nelle vicinanze si trova il Craigmillar Park Golf Club.
Blackford fu reso Royal Burgh by Edoardo VII nel 1907 in riconoscimento delle belle giornate che passò, risiedendo a Blackford Manor, durante le sue visite di Stato.